# Лісу (народ)
Лісу (бірм. လီဆူလူမ်ိ ုး, lìsʰú, လီဆူလူမျိုး; кит.: 傈 僳 族, Lìsù zú; тай. ลีสู่; лісу: ꓡꓲ-ꓢꓴ або ꓡꓲꓢꓴ) — тибето-бірманська етнічна група, яка населяє гірські райони М'янми, південно-західного Китаю, Таїланд і індійський штат Аруначал-Прадеш.

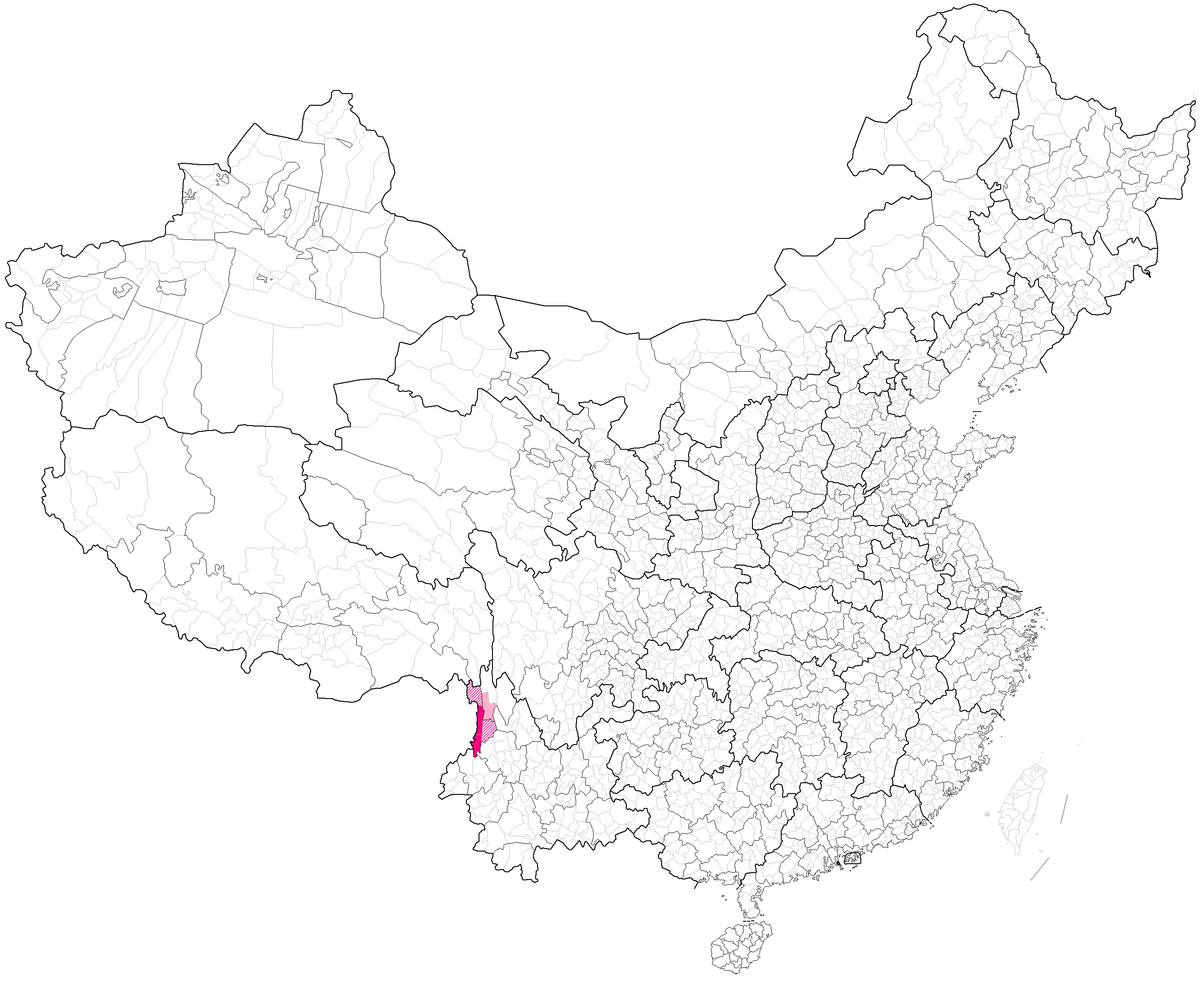
Визначені урядом КНР автономії лісу

Приблизно 730,000 лісу проживають у префектурах Ліцзян, Баошань, Нуцзян, Дечен і Дехун в китайській провінції Юньнань. Лісу є однією з 56 етнічних груп, що офіційно визнані Китайською Народною Республікою. У М'янмі, лісу відносяться до 135 визнаних етнічних груп і близько 600 000 лісу живуть на півночі М'янми в таких штатах: Качин (Путао, М'їчина, Данай, Веймо, Банмо), Шан (Монґміт, Намсан, Лашо, Гопанґ і Коканґ), на півдні штату Шан (Нансанґ, Лойлем, Монґтон), в округах Сікайн (Катха і Кхамті) і Мандалай (Могок і Мемьо). Приблизно 55,000 лісу мешкають у Таїланді, де вони є одним з 6 основних гірських племен. В основному вони живуть у віддалених гірських районах.

## Історія

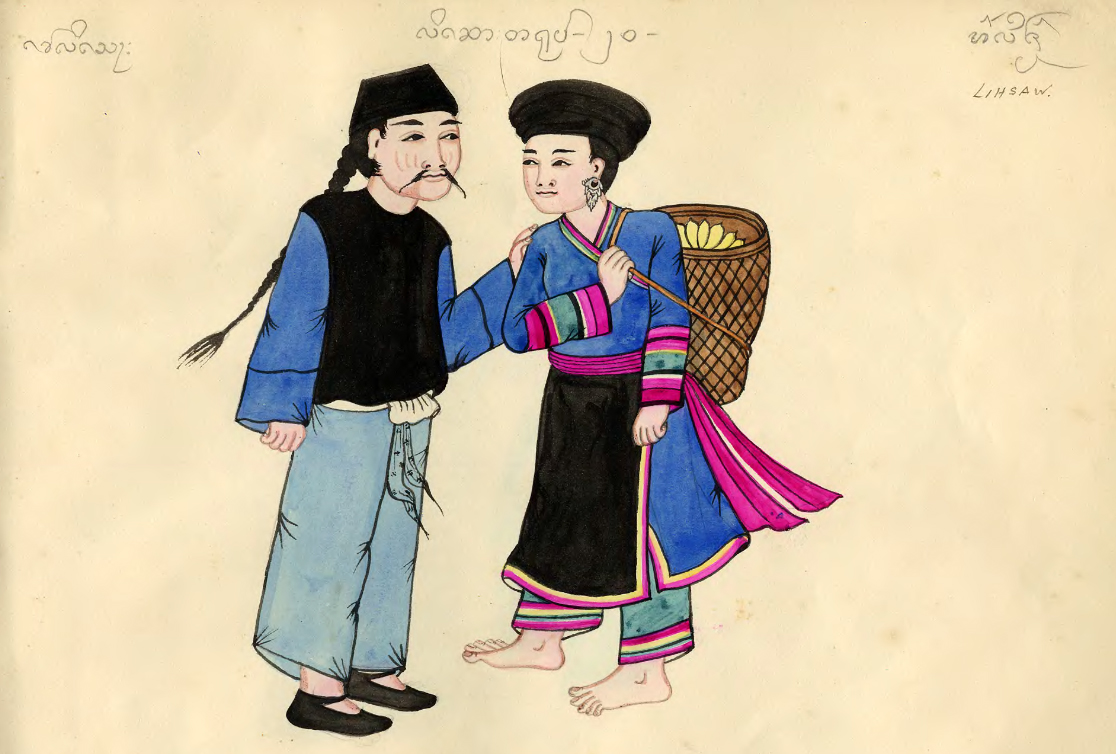
Бірманське зображення людей народу лісу на поч. 1900-х років

Історія лісу передається з покоління в покоління у вигляді пісень. На сьогодення ці пісні стали настільки довгими, що їх можна співати цілу ніч.

### Походження
Народ лісу, як вважається, жив у східному Тибеті ще до того, як нинішні тибетці прибули на плато. Проведені дослідження вчених щодо лісу вказують на те, що цей народ прибув з північного західну провінції Юньнань. Вони заселили область рівнин між містами Баошань і Тенчун ще 1000 років тому. Лісу, Ї, Лаху та Акха відносяться до тибето–бірманської мовної групи, яка віддалено споріднена з Бірманською і Тибетською. За ханської династії Мін східні і південні лісу значною мірою залежали від ханської культури.
Містечко Тайпін в Сюшань-Туцзя-Мяоському автономному повіті (сучасний Чунцін) було створено людьми лісу близько 1000 років тому.[джерело?] В середині XVIII століття, частина народу лісу з Сюшаня почала переселятися у Монґміт в М'янмі, а населення південних лісу переїхало в Могок і на південь штату Шан, а потім в кінці XIX століття перебралося в Північний Таїланд. Лісу є одним з трьох племен Лола, нащадків народу Ї. Myat Wai Toe зазначає, що, як кажуть, «лісу беруть свій початок біля витоків великої річки», де вони жили в «Моу-Ку-Де» ще 400—200 років до нашої ери.[1]

## Індійські лісу
Людей народу лісу в Індії називають «Йобін». В усіх урядових записах лісу записані як Йобін, але іноді ця назва використовується поперемінно. Лісу є одними з найменших племен Аруначал-Прадешу в Індії. Всього в Індії їх близько 5000 представників. Здебільшого вони проживають у техсілі Віджойнаґар в 11 селах. Найбільшим їх селом є Ґандхіґрам (або «Шиді» мовою лісу). Лісу також проживають в місті Мяо і селі Інджан в Кхарсанґ округу Чанґланґ. Лісу традиційно живуть у китайській провінції Юньнань і в Північній М'янмі.

### Виявлення лісу індійським урядом
7 травня 1961 року, 7-а експедиція команди Ассама Ріфлеса на чолі з майором Шумер Сінгх увійшла в долину Молошиді і добралась до великого села Шиді у цій долині (зараз село називається Ґандхіґрам). Їм був наданий теплий прийом жителями села і далі від них вони дізналися, що вони були першими, хто коли-небудь відвідав землю народу лісу, тобто долину Молошиді. Команда Ассама Ріфлеса запевнила жителів, що відтепер ця земля буде під індійським правом і місцевий народ буде захищений від ворожої агресії. Досі немає чіткого міжнародного кордону у долині Молошиді. 1972 року Демаркація Міжнародного кордону з Бірмою (М'янма) була завершена, багато в чому завдяки тільки добрим знанням місцевості гідами лісу. Під час демаркації цементні стовпи зводилися на стратегічних висотах. В цьому процесі долина Молошиді потрапила до індійської сторони.

### Лісу, що потрапили до Індії через М'янму-Ледо-Роуд
Деякі групи лісу взяли шлях через Ледо-Роуд. Та деякі з них згодом працювали за наймом шахтарями у британців. Ці сертифікати мали маркування тодішнього губернатора, який керував регіоном від Лакхімпура в Ассамі. Лісу, що проживали там, зрештою повернулися до М'янми. Тим не менш, деякі до цих пір перебувають у Кхарангкху, районі Ассама, і Кхарсанзі в Аруначал-Прадеш. У той час як більшість втратили свою рідну мову, деякі зберегли мову та культуру практично в первісному вигляді.

### Проблеми індійських лісу
На початку 1980-х років уряд Індії скасував громадянство людям народу лісу. Вони були затавровані як біженці. 1994 року їм було повернуто громадянство, але статус постійного місцевого плем'я не був відновлений.
За винятком прибуття групи з джипів наприкінці 1970-х років, зона була без доріг та автомобілів протягом 4 десятиліть. Район ізольований, тому деякі люди описують місцевих жителів як «в'язнів географії».
Лісу були вигнані зі своїх сіл 1964 року під командуванням А. Ґуарья (А. С. Guarya), покійного генерал-губернатора Аруначал-Прадеша. Він оселив колишніх індійських військовослужбовців в цих селах. Ці села, як і раніше, зберігають свої оригінальні імена. Лісу були вигнані зі своїх родових селах аж до сіл Ґандхіґраму та інших областей. Ці села постраждали від повені і втратили більшу частину своїх рисових полів, тому їм довелося знайти нову землю.
1980-х роках Надампха перейняла до себе більшість земель лісу. Влада за допомогою сили розмежувала кордони поблизу села Ґандхіґраму. Це стиснуло володіння лісу у дуже маленький куточок. З тих пір ті Лісу, що живуть в окрузі Надампха, були затавровані як «зазіхачі».

## Культура
Народ лісу складається з більш ніж 58 різних кланів. Кожен сімейний клан має своє власне ім'я чи прізвище. Найбільші і добре відомі сімейні клани є «Laemae pha» (розмовляють мовою бай, а не лісу), Б'я-фа («Бджоли»), Торн-фа, Нґва-фа («Риби»), Нав-фа («Боби»), Сеу-фа («Ліс») і Кхав-фа. Більшість прізвищ походять від назви роботи, що виконував той чи інший клан. Однак, пізніше, вони перейняли багато китайських прізвищ. Їхня культура має загальні риси з культурою народу Ї, або Носу (Лоло).
Після династії Мін, більшість китайських лісу були змушені переселитися у села високо в горах або у гірських долинах. Однак, ті, хто ще жив на рівнині Паошан, перебуваючи на боці Цінської династії, воювали проти Королівства Мін. Вперше скелелазний фестиваль лісу був проведений як акція пам'яті про перемогу над династією Мін 1644 року. Люди лісу перейняли власний традиційний танець, так званий «че-нґо-че», разом з гітарою, яка не має ладів на грифі, від ханців. Вони також використовували музичний інструмент під назвою «фулу джевлев», який, можливо, винайшло плем'я Ї. Це різновид флейти, яка має близько шести або семи маленьких бамбукових трубок, що зв'язані в одне з сухою порожниною гарбуза.
Пісні і танці відрізнятися за нагодою: весілля, чиєсь повернення, врожаї та інших урочисті заходи, для всіх яких виконується відповідна музика і танці.
Села лісу зазвичай будуються поряд із водою, щоб забезпечити легкий доступ для миття і пиття. Їх будинку зазвичай будують на землі з брудними підлогами і бамбуковими стінами, хоча все більше число багатших лісу будують будинки з дерева або навіть бетону.

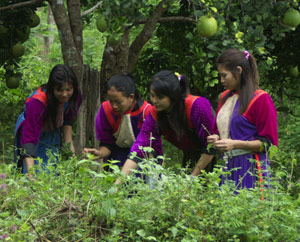
Жінки лісу у традиційних вбраннях, Північний Таїланд

Лісу забезпечували себе за рахунок рисових полів та збиранням гірського рису, фруктів і овочів. Проте, вони, як правило, жили в екологічно уразливих регіонах, які малопридатні для гарного існування. Також лісу стикаються з постійним як фізичними, так і соціальними катастрофами: землетруси та зсуви; війни та дії уряду. Тому їх виживання, як правило, залежать від торгівлі. Це ще включало роботу вантажників і охоронців караванів. З введенням опійного маку як культури на початку XIX століття, багатьом із населення лісу вдалося досягти економічної стабільності. Це тривало понад 100 років, і хоча виробництво опію все ще має місце, але зникло в Таїланді та Китаї у зв'язку з його забороною. Дуже небагато лісу коли-небудь використовували опіум, або його поширенішим похідний — героїном, за винятком використання в медичних цілях старійшинами, щоб полегшити біль від артриту.
Людьми лісу практикується підсічне (підсічно-вогневе) землеробство. В умовах низької щільності населення, де земля може бути під паром протягом багатьох років, підсічно-вогневе землеробство є екологічно стійкою формою садівництва. Незважаючи на використання цієї системи землеробства протягом десятиліть такими гірськими племенами як лісу, в Північному Таїланді була найвища частка непорушених лісів, ніж у будь-якій іншій частині Таїланду. Проте через дороги, що будують держави, лісозаготівлі (деякі законні, але здебільшого нелегальні) тайських компаній, передання земельних ділянок під національні парки і приплив іммігрантів з низини, підсічно-вогневі поля не можуть залишитись під паром, неспроможні оновитись, що призводить до великого збезлісення гірських схилів. У цих умовах лісу та інші племена, що використовували метод підсічно-вогневого землеробства, були змушені звернутися до нових способів ведення сільського господарства, щоб прогодувати себе.
Мабуть, найвідоміша серед туризму підгрупа лісу — це Барвисті лісу в Таїланді. Жінки лісу вирізняються яскраво кольоровим сукнями. Вони носять різнокольорові сарафани завдовжки до коліна червоного, синього або зеленого кольору з широким чорним поясом і синіми або чорними штанами. Рукава, плечі і манжети оформлені щільною аплікацією з вузькими горизонтальними смугами синього, червоного і жовтого. Чоловіки носять мішкуваті штани, зазвичай в яскраві кольори, але також вдягають сорочку чи топ більш «Західного» типу.
Приблизно 2002 року, як сигнали мобільного телефону почали проникати все глибше і глибше у долини Північного Таїланду, лісу використали ці технології в непередбачених цілях: вони придбали необмежені тарифні плани і почали співати та імпровізувати один з одним через мобільний зв'язок. Люди лісу, які досі дотримуються анімістичних вірувань, співають традиційні пісні, додаючи свої власні імпровізації.
Тайський традиційний костюм лісу, що показаний тут, набагато відрізняється від основного традиційного вбрання лісу, що широко використовується в Нуцзян-Лісуському автономному окрузі Китаю, Путао, Данаї, М'їчині та в Північній М'янмі.

## Релігія

### Анімізм, шаманізм і культи предків
Частина людей лісу сповідують анімізм, частина культ предків, а ще частина змішані у складних місцевих системам вірування і релігії. Найважливіші ритуали виконують шамани. Головне свято лісу відповідає Китайському новому року і святкується з музикою, бенкетам і питтям, як і весілля; люди носять велику кількість ювелірних виробів зі срібла і вдягають свої кращі одяги в цей час як засіб відображення їх успіху в минулому сільськогосподарському році. У кожному традиційному селі є священний гай у верхній частині села, де Небесного духа або Духа Старого Діда (у китайських лісу) задовольняють жертвопринесеннями; в кожному будинку є вівтар своїх предків в задній частині будинку.

### Християнство
На початку XX століття багато людей лісу в Індії і М'янмі перейняли християнство. Місіонери з внутрішньокитайської місії (зараз OMF International), такі як Джеймс А. Фрейзер, Алін Кук та Ізобель Кун з її чоловіком Джоном, були активні з лісу з Юньнаньу.
Перед тим як Євангеліє досягло народу лісу, вони були анімістами. Арчибальд Роуз вказує, що релігія лісу, як здається, є простою формою анімізму або національного поклоніння і жертвопринесення духам гір.[1] Проте, великі зусилля місіонерів направили людей лісу на шлях до Ісуса Христа. Серед місіонерів Джеймс Аутрам Фрейзер (1880—1938) був першим місіонером, що направився до людей лісу в Китаї. Ще один місіонер, який проповідував людям лісу у М'янмі, був(-ла) Тара Сов Ба Тав (1889—1968). Разом, Джеймс Фрейзер і Сов Ба Тав, створили алфавіт для лісу 1914 року.[2] Було  ще багато інших місіонерів, які несли Євангеліє людям лісу. Із записів Девіда Фіша:
Там було більше сотні місіонерів, тих, хто присвятили своє життя для поширення Євангелія серед народу лісу. Вони приїхали з різних деномінацій і місій; Китайська внутрішня Місія, учні Христа (Церква Христа), Асамблея Бога, Церкви п'ятдесятників, і так далі. Люди лісу прийняли цих місіонерів, їх навчання і Євангелій так, що вони швидко звернулися в християнство, щоб бути послідовниками Христа.[3]
На додаток, перші місіонери з церкви Христа в Китаї та М'янмі були Расел Морзе і його дружина Гертруда Ерма Хоу, яка отримала ім'я Гертруди Морзе після вступу в шлюб з Раселом Морзе. Місіонерами Християнських Церков або Христової Церкви в М'янмі була родина Морзе.[4] Із записів хронології місії можна дізнатися, що родина Морзе почала свою місію в Китаї 1926 року, але у зв'язку з політичними заворушеннями, вони вирушили в Бірму (М'янма) і почали проповідувати серед племені лісу 1930 року.[5]
Люди лісу були швидко навернені у християнство. Реєструється, що зусиллями родини Морзе та інших місіонерів, багато лісу і Раван перейшли до християнства з анімізму. Перед Другою світовою війною, племена Лісу, що жили в Юнна (Китай) і в долині річки Аджар (М'янма), були євангелізовані місіонерами з Тибетсько-лісуландської місії і Лісуландської Церкви Христа.[6]
У роботу місіонерів входили розвиток освіти, сільського господарства, медичне обслуговування і так далі. Найкращою річчю виконаною місіонерами стало створення власної писемності для народу Лісу. Мова — це ключ до розвитку. За допомогою місіонерів розвиток відбувався рок за роком. Дослідник У Лі Є Джар показав, що протягом 50 років, розвиток племені Лісу відбувалося при високих швидкостях. Праця місіонерів завжди віталася. Про роботу місіонерів Девід Фіш писав:
Русель Джей Морс приніс багато видів фруктів (апельсинів), таких як Вашингтон, Помаранчевий, Рубіновий, Король-апельсин і грейпфрут. У цей час вирощування цих фруктів поширилося з Путао в інші частини М'янми і стало важливим національним надбанням. Він також навчив людей мистецтву теслярської роботи і будівництво будинків. Також від нього люди лісу дізналися про насадження церков.[7]
Крім того, місіонери дуже порозумнішали; вони вивчили ситуацію культури людей лісу так, щоб Євангеліє швидше поширювалося. Вони використовували різного роду методи: вчили пісні (гімни), присилали ліки та лікарів, допомагали нужденним людям і надавали кошти для місцевих місіонерів і євангелістів. Також вони допомогли у розвитку сільського господарства. Отже, Євангеліє поширився дуже швидко, як дикий вогонь. Церква Христа була в зростанні.
[1] Arohibald Rose and J. Goggin Brown, Lisu (Yawyin), Tribes of the Burma-China Frontier in Memoirs of the Asiatic Society of Bengal (No Place: The Baptists Mission Press, 1910), 265.
[2] Історія Христової Церкви у М'янмі (75 Jubilee Press, 2008), 11.
[3] Девід Фіш, лісу і Церква Христа у М'янмі, (M.A a research paper, Eastern Bible Institute, Hmawbi, Yangon 2005), 11.
[4] Доктор Джошуа Лемі, Історія Церкви в Янгоні, 2012, стор. 4.
[5] Eugene Morse, Exodus To A Hidden Valley (Ohio: William Collins World Press, 1974), 6e.
[6] ယိမ္းႏြဲ႕ပါးအဖြဲ႕၊ ျပည္ေထာင္စုျမန္မာႏိုင္ငံေတာ္အစိုးရသို႔ တင္တြင္းသည့္ တရုပ္ျမန္မာနုယ္စပ္ေဒ သ စံုစမ္းေရးေကာ္မရွင္၏ အစီရင္ခံစာ၊ ကခ်င္ျပည္-ပူတာအိုေတာင္တန္းနယ္ (၁၉၉ခုႏွစ္ မွ ၁၉၅၆ ခုႏွစ္ အတြင္း) စာ ၇၀။
[7] Девід Фіш, 23.
Бюро у справах релігій китайського уряду запропонувало розглядати християнство як офіційну релігію народу лісу.
За даними OMF International 2008 року, зараз налічується понад 700000 християнських лісу в провінції Юньнань і 450000 в М'янмі. Тільки лісу з Таїланду залишаються незмінними до християнських впливів. Поступово християнство стає панівною релігією серед народу лісу.

## Мова
З лінгвістичної точки зору, мова лісу належить до гілки Носу Сино-тибетської мовної родини.
Є два варіанта написання і Китайський Департамент Меншин публікує літератури в обох. Найстарішим і найпоширенішою є абетка Фрейзера, що була розроблена близько 1920 року Джеймсом А. Фрейзером і етнічним каренським євангелістом Ба Тавом (Ba Thaw). Другий варіант написання був розроблений китайським урядом на основі піньїньу.
Письмо Фрейзера було використано для приготування перших опублікованих творів для лісу, якими були Катехізис, частина Писання, і, врешті-решт, з великої допомоги своїх колег, повний Новий Завіт 1936 року. 1992 року китайський уряд офіційно визнав абетку Фрейзера як офіційною для мови лісу.
Тільки невелика частина лісу не вміє читати або писати, бо більшість вчаться читати і писати місцевою мовою (китайська, тайська, бірманська) через дошкільну освіту.

## Подальше читання
- Tribes of the northern Thailand frontier, Yale Southeast Studies Monographs, Volume 51, New Haven, Hanks, Jane R. and Lucien M. Hanks, 2001.
- Emerging Sexual Inequality Among the Lisu of Northern Thailand: The Waning of Elephant and Dog Repute, Hutheesing, Otome Klein, E.J. Brill, 1990
- The economy of a Lisu village, E. Paul Durrenberger, American Ethnologist 32: 633—644, 1976
- Lisu Religion, E. Paul Durrenberger, Northern Illinois University Southeast Asia Publications No. 12, 1989.
- Behind The Ranges: Fraser of Lisuland S.W. China by Mrs. Howard Taylor (Mary Geraldine Guinness)
- Mountain Rain by Eileen Fraser Crossman
- A Memoir of J. O. Fraser by Mrs. J. O. Fraser
- James Fraser and the King of the Lisu by Phyllis Thompson
- The Prayer of Faith by James O. Fraser & Mary Eleanor Allbutt
- In the Arena, Kuhn, Isobel OMF Books (1995)
- Stones of Fire, Kuhn, Isobel Shaw Books (June 1994)
- Ascent to the Tribes: Pioneering in North Thailand, Kuhn, Isobel OMF Books (2000)
- Precious Things of the Lasting Hills, Kuhn, Isobel OMF Books (1977)
- Second Mile People, Kuhn, Isobel Shaw Books (December 1999)
- Nests Above the Abyss, Kuhn, Isobel Moody Press (1964)
- The Dogs May Bark, but the Caravan Moves On, Morse, Gertrude College Press, (1998)
- Transformations of Lisu social structure under opium control and watershed conservation in northern Thailand, Gillogly, Kathleen A. PhD thesis, Anthropology, University of Michigan. 2006.
- Fish Four and the Lisu New Testament, Leila R. Cooke (China Inland Mission, 1948)
- Honey Two of Lisu-land, Leila R. Cooke (China Inland Mission, 1933)
- Handbook of the Lisu Language, James O. Fraser (1922)
- Political Systems of Highland Burma: A Study of Kachin Social Structure, E. R. Leach, (London School of Economics and Political Science, 1954)
- Peoples of the Golden Triangle, Paul Lewis and Elaine Lewis, (Thames and Hudson, 1984)
- J. O. Fraser and Church Growth Among the Lisu of Southwest China, Walter Leslie McConnell (M.C.S. Thesis, Regent College, 1987)